# Narodowa Demokracja
Narodowa Demokracja (též Endecja, podle zkratky ND, česky národní demokraté, též všepoláci), byl nacionalistický politický proud a na něj napojené politické strany působící od 2. poloviny 19. století mezi polskou populací ve všech třech zónách rozděleného Polska (tedy v rámci tehdejšího Rakouska-Uherska, Pruska i Ruského impéria). Aktivní byl i v meziválečném Polsku a v odboji za druhé světové války.

## Historie
Šlo o volný politický směr, který v průběhu dějin vytvářel různé organizační útvary a politické strany. Od roku 1893 do 20. let 20. století byl sdružen okolo organizace Liga Narodowa, kterou založil Roman Dmowski. Počátky národně demokratického hnutí ale sahají již do 80. let 19. století do okruhu varšavského týdeníku Głos a spolku Łączność. Názorovou platformu hnutí utvářel na přelomu 19. a 20. století list Przegląd Wszechpolski, vydávaný v Krakově, později v Poznani. V roce 1893 publikoval Dmowski spis Nasz patriotyzm a roku 1903 Myśli nowoczesnego Polaka. V roce 1905 vznikla oficiálně národně demokratická strana Stronnictwo Narodowo-Demokratyczne v Haliči v rakouském záboru a téhož roku i coby poloilegální strana v ruském záboru. Od roku 1909 působila v pruské části bývalého Polska strana Polskie Towarzystwo Demokratyczne. Národní demokraté prosazovali maximalistický teritoriální program (na jeho formulování se podílel hlavně Jan Ludwik Popławski), ve kterém žádali obnovu polského státu nikoliv v etnických ale historických hranicích (tedy včetně rozsáhlých oblastí obývaných Němci, Litevci nebo východními Slovany), přičemž menšinám přiznávali pouhý kulturní svéráz. V ideologii národních demokratů hrál významnou roli antisemitismus.
Národní listy v roce 1911 uvedly, že národní demokraté v Haliči se sbližují s východohaličskými polskými konzervativci (tzv. podolacy). Jednotícím prvkem byl kritický postoj obou táborů vůči Michału Bobrzyńskému, který zastával funkci místodržícího Haliče a patřil k politické skupině stańczyků. Předákem národních demokratů v Haliči byl tehdy Stanisław Głąbiński. Národní demokraté ostře vystupovali proti ukrajinským snahám o vznik ukrajinské univerzity ve Lvově. Měli své zastoupení i v celostátním parlamentu, Říšské radě, kde v jistých obdobích náleželi do střechového poslaneckého Polského klubu. V květnu 1918 ale předák jejich parlamentní skupiny Aleksander Skarbek oznámil, že na Říšské radě bude utvořen samostatný národně demokratický klub. Podle údajů z července 1918 se k němu hlásilo sedm poslanců.
Za první světové války prosazoval národně demokratický pohled exilový Komitet Narodowy Polski. Hnutí pokračovalo v politické činnosti i po vzniku nezávislého Polska roku 1918 a národní demokraté se snažili okolo sebe soustředit všechny pravicové a centristické politické strany. Tato snaha byla zpočátku úspěšná, když vznikl Związek Ludowo-Narodowy. Dmowski zůstával významnou autoritou pro národně demokratické hnutí. Po nástupu sanačního režimu roku 1926 inicioval Dmowski utvoření opoziční platformy Obóz Wielkiej Polski, roku 1928 pak vznikla strana Stronnictwo Narodowe. Ve 30. letech zesilovaly nacionalistické a antsemitské rysy hnutí.
Za druhé světové války se národní demokraté podíleli na odbojové činnosti. Disponovali i svou odbojovou vojenskou organizací (Narodowa Organizacja Wojskowa), jejíž členové od roku 1942 většinově přešli do jednotné polské armády (Zemská armáda), část příslušníků ovšem nadále měla samostatné ozbrojené struktury (Narodowe Zjednoczenie Wojskowe). Po roce 1945 byla odmítnuta žádost národních demokratů o registraci Stronnictwa Narodowého. V roce 1947 byly stranické struktury národních demokratů rozbity represemi a zatýkáním. Část členstva pokračovala v činnosti v exilu. V roce 1989 byla v Polsku obnovena činnost strany Stronnictwo Narodowo-Demokratyczne, ale nezískala větší vliv.